# 元老戦
元老戦（げんろうせん、元老赛）は、中国の囲碁の棋戦として、1990年から各年各地域で実施されている。主に招待されたベテラン棋士によって対戦が行われる。
また2006年からは杭州で、商業杯囲棋元老招待戦（商业杯围棋元老邀请赛）が行われている。

## 1990年
1990年は蘭州市で、中国元老杯招待戦（中国元老杯邀请赛）が行われた。
- 優勝:華以剛、準優勝:陳祖徳

## 百楽杯
1992年は北京で、百楽杯元老囲棋戦（百乐杯元老围棋赛）が行われた。
- 優勝:羅建文、準優勝:陳祖徳

## 超越杯年
1996年は天津で、超越杯元老囲棋戦（超越杯元老围棋赛）が行われた。
- 優勝:華以剛、準優勝:王汝南、3位:陳祖徳、羅建文

## 海天杯年
1997-98年は青島で、海天杯囲棋元老戦（海天杯围棋元老赛）が行われた。
- 1997年優勝:陳祖徳、準優勝:聶衛平、3位:王汝南、羅建文
- 1998年優勝:聶衛平、準優勝:王汝南、3位:陳祖徳、羅建文

## 南方証券杯年
2000年は深圳で、南方証券杯囲棋元老戦（南方证券杯围棋元老赛）が行われた。
- 優勝:劉小光、準優勝:呉淞笙

## 大老板杯
2003年は成都で、大老板杯囲棋元老招待戦（大老板杯围棋元老邀请赛）が行われた。
- 優勝:陳祖徳、準優勝:聶衛平

## 博士山杯年
2005年は秦皇島で博士山杯元老囲棋招待戦（博士山杯元老围棋邀请赛）が行われた。
- 優勝:聶衛平、準優勝:陳祖徳

## 中国威海国際人居祭
2006年は威海で、中国威海国際人居祭全国囲棋元老戦（中国威海国际人居节全国围棋元老赛）が行われた。
- 優勝:聶衛平、準優勝:馬暁春

## 避暑山庄杯
2007年は承徳で、避暑山庄杯囲棋元老招待戦（避暑山庄杯围棋元老邀请赛）
- 優勝:聶衛平、準優勝:王汝南

## 緑色伊春元老杯
2009年は伊春で、緑色伊春元老杯囲棋戦（绿色伊春元老杯围棋赛）が行われた。
- 優勝:陳祖徳、準優勝:聶衛平

## 偉星杯
2015年に偉星杯中国囲棋元老招待戦（伟星杯中国围棋元老邀请赛）が行われた。
- 優勝:聶衛平、準優勝:王汝南

## 太平書鎮杯
太平書鎮杯中国囲棋元老招待戦（太平书镇杯中国围棋元老邀请赛）は2016年に開始。蘇州市にて4名の棋士によって行われる。
- 主催 江蘇省棋院、相城区区委員宣伝部
- 共催 相城区棋類協会、相城区文体和旅遊局
- 協賛 相城区太平街道事務所、相城区文体局、蘇州市棋類協会

過去の優勝者と決勝戦（左が優勝者、（）内は準決勝）
- 第1回 2016年 聶衛平 - 華以剛（聶衛平 - 羅建文、華以剛 - 王汝南）
- 第2回 2017年 聶衛平 - 羅建文（聶衛平 - 華以剛、羅建文 - 王汝南）
- 第3回 2018年 聶衛平 - 王汝南（聶衛平 - 呉玉林、王汝南 - 容堅行）
- 第4回 2019年 聶衛平 - 黄進先（聶衛平 - 華以剛、黄進先 - 王汝南）
- 第5回 2020年 聶衛平 - 王汝南（聶衛平 - 陸軍、王汝南 - 華以剛）
- 第6回 2023年 王汝南 - 聶衛平（王汝南 - 華学明、聶衛平 - 華以剛）

外部リンク
- 新浪体育「太平书镇杯围棋元老赛落幕 聂卫平战胜华以刚夺冠」2016.11.16
- 浙江省棋类协会「太平书镇元老再相聚 聂卫平胜罗建文蝉联冠军」
- 弈城围棋「2018太平书镇杯元老赛鸣金 聂卫平第三次获得冠军」2018.11.7
- 新浪体育「2019太平书镇杯元老赛鸣金」2019.11.20
- 人民网「围棋元老邀请赛聂卫平夺冠」2020.11.13
- 野狐围棋「77岁王汝南时隔六十年再夺冠 半世纪复仇聂卫平 创最年长冠军纪录」2023.11.13

## 書海杯囲棋大師招待戦
書海杯囲棋大師招待戦（书海杯围棋大师邀请赛）は、山西人民出版社70周年を記念して、2021年11月1日に、山西省太原市で、4名の招待棋士によって行われた。優勝賞金は6万元。
- 1回戦 馬暁春 - 兪斌、劉小光 - 江鋳久
- 決勝戦 馬暁春 - 劉小光

外部リンク
- 弈城围棋网「围棋大师龙城对弈为山西人民出版社70年社庆助兴」2021.11.6

## 龍華百局杯囲棋大師招待戦
龍華百局杯囲棋大師招待戦（龙华百局杯围棋大师邀请赛）は、2022年から深圳市竜華区で開催。
- 主催 龍華区委宣伝部、龍華区文化広電体育旅遊局、龍華区人才工作局

また2023年には、中国、日本、韓国、台湾の招待棋士による龍華杯世界囲棋伝奇大師戦が行われた。

### 2022年
7月25日に招待棋士4名により行われた。
結果
- 1回戦 曹大元 - 劉小光、聶衛平 - 馬暁春
- 決勝戦 曹大元 - 聶衛平

### 2023年
2023年9月9-10日に招待棋士4名により行われた。
結果
- 1回戦 古力 - 羅洗河、孔傑 - 王檄
- 決勝戦 古力 - 孔傑

外部リンク
- 网易「龙华百局杯聂卫平速胜马晓春 曹大元连胜刘聂夺冠」2022.7.26
- 龙华政府在线「“龙华百局杯”再燃战火 顶尖棋手巅峰对决」2023.9.11

## 東方金融小鎮杯囲棋大師戦
東方金融小鎮杯囲棋大師戦（东方金融小镇杯围棋大师赛）は、2022年から上海市奉賢区で開催。
- 主催 中国囲棋協会
- 共催 上海囲棋協会、上海市奉賢区体育局、上海東方金融小鎮開発有限公司
- 優勝賞金 8万元

### 2022年
2022年11月15-16日に招待棋士8名により行われた。
結果
- 1回戦 常昊 - 華以剛、劉小光 - 王元、聶衛平 - 馬暁春、曹大元 - 王汝南
- 準決勝 常昊 - 劉小光、聶衛平 - 曹大元
- 決勝戦 常昊 - 聶衛平

### 2023年
2023年11月9-10日に招待棋士8名により行われた。
結果
- 1回戦 古力 - 兪斌、王汝南 - 華以剛、曹大元 - 馬暁春、聶衛平 - 劉小光
- 準決勝 古力 - 王汝南、曹大元 - 聶衛平
- 決勝戦 古力 - 曹大元

外部リンク
- 「师徒大战常昊险胜聂卫平 获得东方金融小镇杯冠军」2022.11.6
- 野狐围棋「“东方金融小镇杯”围棋大师赛古力夺冠，决赛曹大元“昏着”断送好局」2023.11.10